# Chiesa collegiata di San Paolo naufrago
La Chiesa collegiata di San Paolo naufrago, conosciuta anche come Chiesa del naufragio di San Paolo, è una chiesa parrocchiale cattolica che si trova a La Valletta sull'isola di Malta.

## Storia

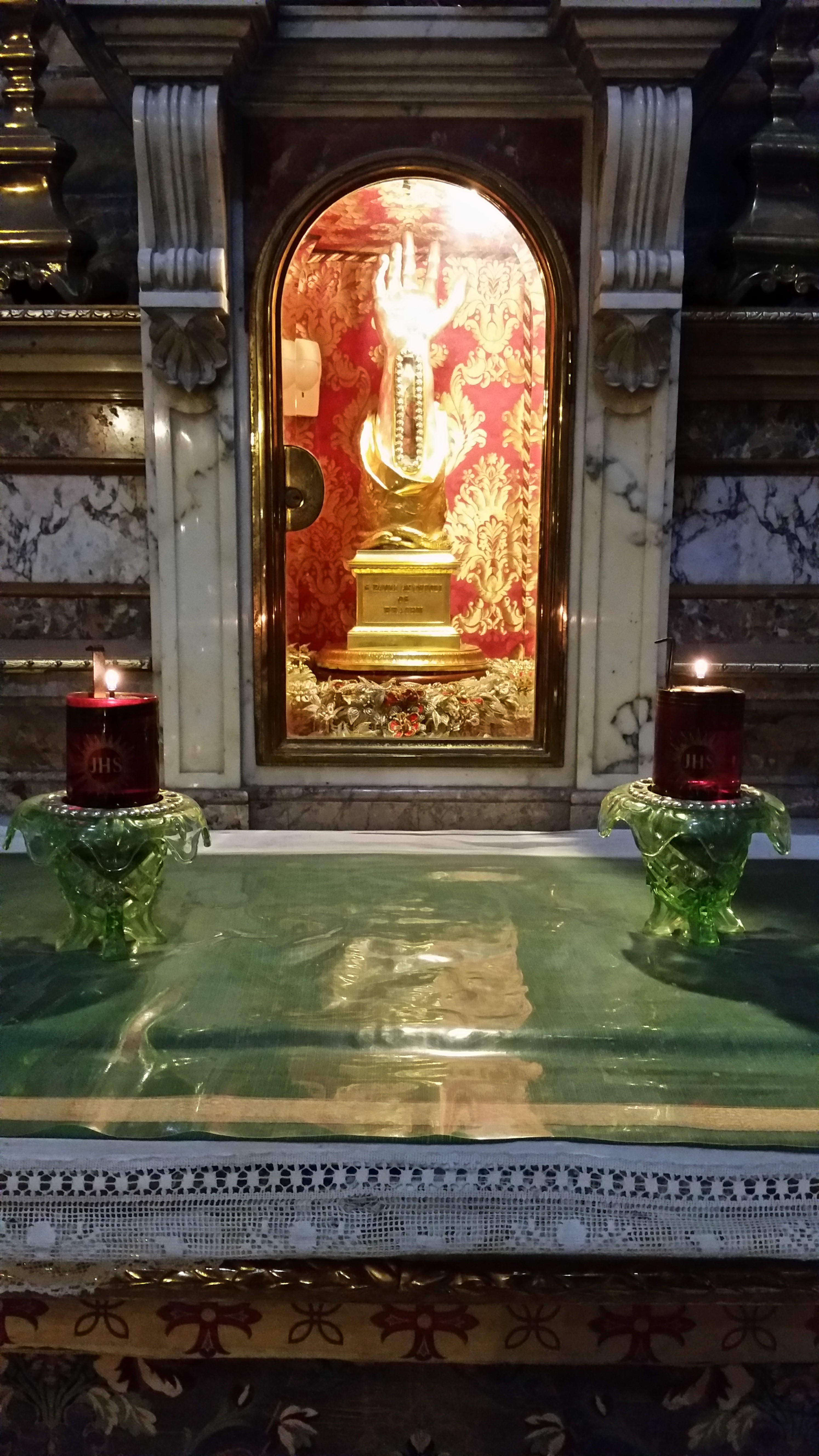
Reliquia di San Paolo

La chiesa è una delle chiese più antiche della capitale e risale al 1570, quando ne venne cominciata la costruzione su progetto di Girolamo Cassar. La chiesa venne completata nel dicembre 1582.
Nel corso della sua storia venne ceduta ai Padri Gesuiti e venne ricostruita tra il 1639 e il 1679 e nel 1733 divenendo una collegiata. La facciata della chiesa fu ricostruita ancora una volta nel 1885 su progetto di Nicola Zammit.
L'edificio della chiesa è elencato nell'inventario nazionale dei beni culturali delle isole maltesi.

## Interni
La chiesa ha una pianta a croce latina e ospita pregevoli opere artistiche tra cui una pala d'altare di Matteo Pérez, i dipinti di Attilio Palombi e Giuseppe Calì e una statua lignea di San Paolo scolpita nel 1659 da Melchiorre Cafà, fratello di Lorenzo Gafà che progettò la cupola ellittica. 

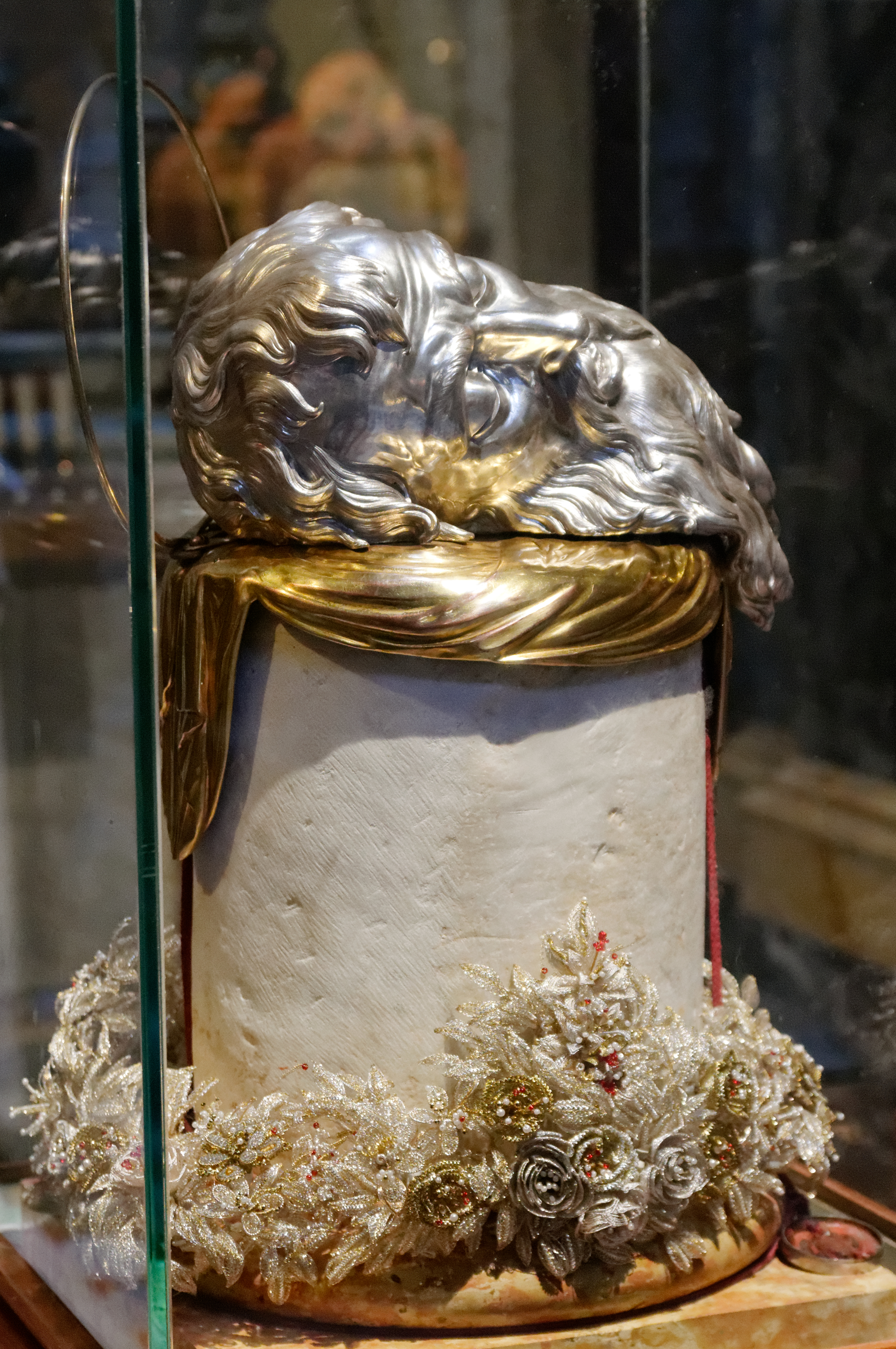
Parte della colonna su cui è stato decapitato San Paolo

Nella chiesa sono conservate le reliquie del polso destro di San Paolo e parte della colonna di San Paolo alle Tre Fontane, su cui il santo fu decapitato a Roma.